# Hormoaning
Hormoaning é um EP da banda norte-america Nirvana, lançado em dezembro de 1991 pela gravadora DGC e Geffen Records. Foi lançado apenas na Austrália e no Japão, em edição especial da turnê do Nevermind que a banda faria nesses países.

## Canções
Quatro das canções contidas no EP são covers que ainda não tinham sido lançados. As duas canções restantes são originais do Nirvana.
"Aneurysm" e "Even In His Youth", duas canções originais do Nirvana, produzidas por Craig Montgomery, já haviam sido previamente lançadas como lado-b do compacto "Smells Like Teen Spirit". A versão de "Aneurysm" do EP apareceu posteriormente no disco 2 da caixa de raridades With the Lights Out, de 2004, e é diferente da versão que aparece na coletânea Incesticide.
As outras quatro canções são das sessões de John Peel, gravadas para a BBC Radio, no dia 21 de 1990. "Turnaround" (originalmente da banda Devo), "Son of a Gun" e "Molly's Lips" (originalmente pela banda Vaselines) foram posteriormente incluídas no Incesticide. D-7 é um cover da banda Wipers, e apareceu pouco depois na versão em CD do compacto "Lithium" lançado no Reino Unido e, depois, no disco 2 de With the Lights Out.

## Lançamento e recepção
Na Austrália, foram lançadas 15.000 cópias: 4.000 em vinil bordô de 12'', 10.000 em CD e 1.000 em cassete. Houve duas prensagens diferentes do CD australiano: uma com CD prateado, outra com CD azul. No Japão foram lançadas muitas cópias, mas apenas em CD. Os lançamentos australiano e japonês têm arte de capa totalmente diferentes. A versão australiana, devido ao número limitado de cópias, é considerada rara. Houve apenas duas prensagens japonesas oficiais, ambas em CD, com diferenças na arte pouquíssimo notáveis. Todas as cópias japonesas em vinil são falsificadas. Existem também versões falsificadas dos CDs japoneses, e o CD azul australiano também foi falsificado.
| Críticas profissionais | Críticas profissionais |
| Avaliações da crítica  | Avaliações da crítica  |
| Fonte                  | Avaliação              |
| ---------------------- | ---------------------- |
| All Music Guide        | link                   |
| Robert Christgau       | (A-) link              |

Numa resenha contemporânea para The Village Voice, Robert Christgau deu a nota "A–" para Hormoaning, e o achou quase tão bom quanto o segundo álbum da banda, o Nevermind, e muito superior ao primeiro disco deles, o Bleach. O álbum ficou em 33º lugar de sua lista de melhores álbuns de 1992 para a Pazz & Jop, uma votação anual de criticos americanos publicada pela Village Voice. Numa resenha retrospectiva, Steve Bekkala, do AllMusic, deu quatro de cinco estrelas ao EP e o considerou "uma reveladora entrada no catálogo da banda de rock mais influente dos anos 90".
Hormoaning foi oficialmente relançado no Record Store Day, no dia 6 de abril de 2011, em vinil marrom de 12''. Apenas 6.000 cópias não numeradas foram lançadas.

## Faixas
1. "Turnaround" (Casale, Mothersbaugh/Devo) – 2:21
2. "Aneurysm" (Cobain, Grohl, Novoselic) – 4:49
3. "D-7" (Sage/Wipers) – 3:47
4. "Son of a Gun" (Kelly, McKee/Vaselines) – 2:50
5. "Even in His Youth" (Cobain) – 3:07
6. "Molly's Lips" (Kelly, McKee/Vaselines) – 1:53

## Ficha técnica

#### Nirvana
- Kurt Cobain – voz, guitarra
- Krist Novoselic – baixo
- Dave Grohl – bateria

#### Produção
- Mike Engles – engenheiro de som ("Turnaround", "D-7", "Son of a Gun" e "Molly's Lips")
- Dale Griffin – produtor ("Turnaround", "D-7", "Son of a Gun" e "Molly's Lips")
- Fred Kay – engenheiro de som ("Turnaround", "D-7", "Son of a Gun" e "Molly's Lips")
- Craig Montgomery – produtor e engenheiro de som ("Aneurysm" e "Even in His Youth")
- Andy Wallace – mixagem ("Aneurysm" e "Even in His Youth")

## Ligações Externas
Hormoaning (em inglês) no AllMusic. Acessado em 24 de dezembro de 2012.